# While My Guitar Gently Weeps
While My Guitar Gently Weeps (englisch für ‚Während meine Gitarre leise weint‘) ist ein Lied der britischen Rockband The Beatles aus dem Jahr 1968, komponiert von George Harrison und veröffentlicht am 22. November 1968 auf dem Album The Beatles (bekannt als das ‚Weiße Album‘).

## Entstehungsgeschichte
Die Idee zu dem Lied bekam Harrison, als er beschloss, aus den ersten Worten, die er in einem Buch finden würde, ein Lied zu komponieren. Die Worte waren “gently weeps”. Harrison erinnerte sich in seiner Autobiografie I, Me, Mine an die Entstehung des Liedes:

“Around the time of writing While My Guitar Gently Weeps I had a copy of the ‘I Ching – the [Chinese] Book of Changes’ which seemed to me to be based on the Eastern concept that everything is relative to everything else, as opposed to the Western view that things are merely coincidental.
This idea was in my head when I visited my parents’ house in the North of England. I decided to write a song based on the first thing I saw upon opening any book – as it would be relative to that moment at that time. I picked up a book at random – opened it – saw ‚Gently weeps‘ – then laid the book down again and started the song.”

„Als ich While My Guitar Gently Weeps schrieb, hatte ich eine Ausgabe des ‚I Ging – das [chinesische] Buch der Wandlungen‘, das meinem Verständnis nach auf dem östlichen Konzept basiert, dass alles im Bezug zueinander steht, im Gegensatz zur westlichen Sichtweise, dass alles zufällig ist.
Dieser Gedanke ging mir durch den Kopf, als ich das Haus meiner Eltern in Nordengland besuchte. Ich beschloss, ein Lied über das erste zu schreiben, was ich beim Öffnen irgendeines Buches sehen würde – weil das in direkter Beziehung zu dem Moment zu diesem Zeitpunkt stehen würde. Ich wählte zufällig ein Buch – öffnete es – las ‚Gently weeps‘ – ich legte das Buch wieder weg und begann mit dem Schreiben des Lieds.“

While My Guitar Gently Weeps gehört zu den Esher-Demos, die Ende Mai 1968 im Haus von George Harrison aufgenommen wurden.

## Aufnahme
Die Aufnahmen zum Lied fanden am 25. Juli, 16. August sowie am 3., 5. und 6. September 1968 in den Londoner Abbey Road Studios statt. Am 25. Juli 1968 entstand die schlichte Version, wie sie auf dem Album Anthology 3 zu hören ist, ausschließlich mit Akustikgitarre, Gesang (George Harrison) und Orgel (Paul McCartney). Diese Demofassung diente der Gruppe als Orientierung.
In der zweiten Aufnahmesitzung für das Stück am 16. August 1968 hatte Harrison das Arrangement bereits von der rein akustischen Begleitung zu einer „rockigeren“ Variante mit Schlagzeug, Bass, Orgel und Gitarre geändert.
Während der Aufnahmen zum Album entdeckten die Beatles bei einer Session in den Trident Studios die vielfältigeren Möglichkeiten der Achtspuraufnahmetechnik. In den Abbey-Road-Studios arbeitete man noch mit der älteren Vierspurtechnik. Als die Gruppe herausfand, dass ein entsprechendes Gerät vorhanden, nur bislang nicht installiert worden war, veranlassten sie, dass man es ihnen zur Verfügung stellte. Am 3. September 1968 nutzten die Beatles erstmals das neu installierte 3M-Achtspuraufnahmegerät für While My Guitar Gently Weeps.
Am 5. September 1968 wurden die Aufnahmearbeiten fortgesetzt. Nachdem Harrison sich die bis dato aufgenommene Version angehört hatte, war er so unzufrieden damit, dass man noch einmal komplett von vorne begann. Am Ende der Sitzung war man bei Take 28 angelangt, entschied sich für Take 25 als beste Version, um darauf die weiteren Overdubs aufzunehmen.
Am folgenden Tag wurden die Aufnahmen fertiggestellt. Dabei kam es zu einem besonderen Beitrag, denn Harrison hatte kurz zuvor spontan seinen Freund Eric Clapton gebeten, die Leadgitarre zu spielen. Clapton hatte gezögert: “[…] no one plays on Beatles sessions!”, was Harrison mit: “So what? It’s my song!” beantwortete. Clapton spielte auf seiner Les-Paul-Gitarre auch in der Mitte und am Ende des Lieds zwei Soli, die zunächst Harrison zugeschrieben wurden, da Clapton aus rechtlichen Gründen nicht als Musiker auf dem Album genannt wurde.
Es wurde eine Monoabmischung und eine Stereoabmischung hergestellt. Bei der Monoversion variiert die Abmischung der Leadgitarre von Eric Clapton im Vergleich zur gängigen Stereoversion.

## Veröffentlichungen
- Am 22. November 1968 erschien in Deutschland das 13. Beatles-Album The Beatles, auf dem While My Guitar Gently Weeps enthalten ist. In Großbritannien wurde das Album ebenfalls am 22. November veröffentlicht, dort war es das zehnte Beatles-Album. In den USA erschien das Album drei Tage später, am 25. November, dort war es das 16. Album der Beatles.
- Am 14. Januar 1969 erschien die Single Ob-La-Di, Ob-La-Da / While My Guitar Gently Weeps in Deutschland, die dort den ersten Platz der Charts erreichte.
- Am 25. Oktober 1996 wurde das Kompilationsalbum Anthology 3 veröffentlicht, auf dem sich eine frühe akustische, live eingespielte Version vom 25. Juli 1968 befindet.
- Am 17. November 2006 erschien das Album Love, auf der sich die akustische Version von While My Guitar Gently Weeps befindet, die erstmals auf dem Album Anthology 3 veröffentlicht wurde. George Martin schrieb eine orchestrale Begleitung, die in den AIR Studios in London unter der Leitung von Martin mit dem Toningenieur Nick Wollage eingespielt wurde.
- Am 9. November 2018 erschien die 50-jährige Jubiläumsausgabe des neu abgemischten Albums The Beatles (Super Deluxe Box). Auf dieser befindet sich eine bisher unveröffentlichte Version (Take 27) von While My Guitar Gently Weeps, die Acoustic version – Take 2 sowie das Esher-Demo in einer neuen Abmischung von Giles Martin und Sam Okell.
- Am 10. November 2023 wurde das Kompilationsalbum 1967–1970 erneut wiederveröffentlicht. Auf diesem befindet sich erstmals While My Guitar Gently Weeps, hier in der von Giles Martin und Sam Okell 2018 neu abgemischten Version.

## Rock and Roll Hall of Fame 2004
Im März 2004 spielten Tom Petty, Jeff Lynne, Steve Winwood und Prince das Stück bei George Harrisons postumer Aufnahme in die Rock and Roll Hall of Fame. Petty und Lynne teilten sich den Gesang, den Abschluss des Vortrags bildete ein über drei Minuten langes Gitarrensolo von Prince.

## Coverversionen
- 1990 erschien eine Coverversion der Jeff Healey Band auf dem Album Hell to Pay.
- 1998 erschien eine Coverversion der Band Spineshank auf dem Album Strictly Diesel.
- 2002 erschien eine Coverversion der Band Toto auf dem Album Through the Looking Glass.
- 2003 erschien eine Coverversion mit Eric Clapton, Paul McCartney, Ringo Starr und Harrisons Sohn Dhani auf dem Album Concert for George, die während des Konzerts zum ersten Todestag von George Harrison aufgenommen worden war.
- 2003 erschien eine Coverversion von Peter Frampton auf dem Album Now.
- 2004 wurde eine Coverversion bei der postumen Inauguration von George Harrison in die Rock and Roll Hall of Fame von Tom Petty, Jeff Lynne, Steve Winwood, Dhani Harrison und Prince aufgeführt.[3][4]
- 2006 coverte Jake Shimabukuro den Song auf der Ukulele für sein Album Gently Weeps.
- 2007 coverte der Wu-Tang Clan das Lied als The Heart Gently Weeps für das Album 8 Diagrams und fügte Hip-Hop-Elemente hinzu. Unterstützt wurde die Gruppe dabei von Erykah Badu, John Frusciante und Dhani Harrison, der Gitarre spielte.
- 2009 nahm Michael Schenker eine Version in seine Kompilation Greatest Riffs auf.
- 2010 veröffentlichte Carlos Santana eine Version mit India.Arie und Yo-Yo Ma auf seinem Album Guitar Heaven: The Greatest Guitar Classics of All Time.
- 2014 wurde das Lied von Gary Clark Jr., Dave Grohl und Joe Walsh während der CBS-Tribute-Show anlässlich des 50. Jahrestages des Auftritts der Beatles in der Ed Sullivan Show (The Night That Changed America: A Grammy Salute to The Beatles) im Beisein von Paul McCartney, Ringo Starr, deren Ehefrauen Nancy Shevell und Barbara Bach, sowie Harrisons Witwe Olivia und ihrem Sohn Dhani, John Lennons Witwe Yoko Ono und ihrem gemeinsamen Sohn Sean sowie vieler Prominenter aus Musik und Film live gespielt.[5]
- 2016 erschien eine Coverversion von Regina Spektor auf dem Soundtrack-Album zu Kubo – Der tapfere Samurai, Originaltitel Kubo and the two Strings, einem US-amerikanischen Animationsfilm von Travis Knight.[6]
- 2019 erschien eine Coverversion von Yngwie Malmsteen auf dem Album Blue Lightning.

## Auszeichnungen für Musikverkäufe
| Land/Region                  | Auszeichnungen für Musikverkäufe (Land/Region, Auszeichnung, Verkäufe) | Verkäufe |
| ---------------------------- | ---------------------------------------------------------------------- | -------- |
| Neuseeland (RMNZ)            | Gold                                                                   | 15.000   |
| Vereinigtes Königreich (BPI) | Gold                                                                   | 400.000  |
| Insgesamt                    | 2× Gold ·                                                              | 415.000  |

Hauptartikel: The Beatles/Auszeichnungen für Musikverkäufe